# Krówka destylacyjna

Destylacja z krówką
1. Kolba z destylowaną cieczą. 2. Termometr. 3. Chłodnica. 4. Próżnia. 5. Krówka destylacyjna.
6. Odbieralnik

Krówka destylacyjna – sprzęt laboratoryjny służący do prowadzenia destylacji próżniowej. Łączy chłodnicę z kilkoma kolbkami lub probówkami, w które zbiera się różne frakcje destylowanej cieczy.

## Konstrukcja
Krówka ma kształt szklanego stożka z jedną szyjką u nasady i dwoma, trzema lub czterema szyjkami w podstawie. Szyjka u nasady jest zaopatrzona w szlif żeński, zaś szyjki u podstawy zakończone są szlifami męskimi. Krówkę montuje się górną szyjką do chłodnicy, zaś do dolnych szyjek przymocowuje się małe kolbki lub probówki ze szlifem, zwane odbieralnikami.

## Zasada działania
W trakcie destylacji próżniowej wewnątrz aparatury musi być przez cały czas utrzymywane odpowiednie, niskie ciśnienie. Wymiana kolbek odbieralnikowych przy zastosowaniu zwykłego łącznika destylacyjnego, posiadającego tylko jeden wylot, jest niemożliwa bez rozszczelnienia całej aparatury i chwilowego przerwania procesu. Aby tego uniknąć i móc prowadzić go w sposób ciągły, wymyślono właśnie krówkę.
Podczas destylacji krówkę można dowolnie obracać względem chłodnicy, wskutek czego kapiąca z niej ciecz wpada do wybranych odbieralników. Dzięki temu do kolejnych naczyń można w prosty sposób zbierać kolejne frakcje destylatu. Podobnie jak w trakcie każdej destylacji, o zmianie frakcji wnioskuje się na podstawie skokowej zmiany temperatury par wydobywających się kolby, w której znajduje się destylowana mieszanina.